# 71-я механизированная бригада
71-я механизированная Проскуровская Краснознаменная, орденов Суворова, Кутузова бригада — механизированная бригада Красной армии в годы Великой Отечественной войны.
Сокращённое наименование — 71 мбр.

## Формирование и организация
71 механизированная бригада в составе 9 механизированного корпуса (II формирования) начала формироваться в январе 1943 года в Приволжском военном округе в Тамбовском танковом военном лагере, а завершила формирования к сентябрю 1943 года в Московском военном округе в Тульской области

## Боевой и численный состав
Бригада сформирована по штатам № 010/370 — 010/380:
Управление бригады (штат № 010/370)
1-й мотострелковый батальон (штат № 010/371)
2-й мотострелковый батальон (штат № 010/371)
3-й мотострелковый батальон (штат № 010/371)
Минометный батальон (штат № 010/372)
Артиллерийский дивизион (штат № 010/373)
Зенитный артиллерийский дивизион (штат № 010/374)
Рота ПТР (штат № 010/375)
Рота автоматчиков (штат № 010/376)
Разведывательная рота (штат № 010/377)
Рота управления (штат № 010/378)
Рота техобеспечения (штат № 010/379)
Медико-санитарный взвод (штат № 010/380)
74-й отдельный танковый полк
В 1943 г. переведена на штаты № 010/420 — 010/431, 010/451, 010/465:
Управление бригады (штат № 010/420)
1-й мотострелковый батальон (штат № 010/421)
2-й мотострелковый батальон (штат № 010/421)
3-й мотострелковый батальон (штат № 010/421)
Минометный батальон (штат № 010/422)
Артиллерийский дивизион (штат № 010/423)
Рота ПТР (штат № 010/424)
Рота автоматчиков (штат № 010/425)
Разведывательная рота (штат № 010/426)
Рота управления (штат № 010/427)
Рота техобеспечения (штат № 010/428)
Инженерно-минная рота (штат № 010/429)
Автомобильная рота (штат № 010/430)
Медико-санитарный взвод (штат № 010/431)
Зенитно-пулеметная рота (штат № 010/451)
74-й танковый полк (штат № 010/465)

## Подчинение
Периоды вхождения в состав Действующей армии:
- с 10.09.1943 по 06.09.1944 года
- с 28.10.1944 по 11.05.1945 года.

| Дата            | Фронт (округ)        | Армия                          | Корпус                      | Дивизия | Бригада | Примечания |
| --------------- | -------------------- | ------------------------------ | --------------------------- | ------- | ------- | ---------- |
| 01.02.1943 года | ПриВО                |                                | 9-й механизированный корпус |         |         |            |
| 01.03.1943 года | ПриВО                |                                | 9-й механизированный корпус |         |         |            |
| 01.04.1943 года | ПриВО                |                                | 9-й механизированный корпус |         |         |            |
| 01.05.1943 года | ПриВО                |                                | 9-й механизированный корпус |         |         |            |
| 01.06.1943 года | ПриВО                |                                | 9-й механизированный корпус |         |         |            |
| 01.07.1943 года | ПриВО                |                                | 9-й механизированный корпус |         |         |            |
| 01.08.1943 года | ПриВО                |                                | 9-й механизированный корпус |         |         |            |
| 01.09.1943 года | МВО                  |                                | 9-й механизированный корпус |         |         |            |
| 01.10.1943 года | Воронежский фронт    | 3-я гвардейская танковая армия | 9-й механизированный корпус |         |         |            |
| 01.11.1943 года | 1-й Украинский фронт | 3-я гвардейская танковая армия | 9-й механизированный корпус |         |         |            |
| 01.12.1943 года | 1-й Украинский фронт | 3-я гвардейская танковая армия | 9-й механизированный корпус |         |         |            |
| 01.01.1944 года | 1-й Украинский фронт | 3-я гвардейская танковая армия | 9-й механизированный корпус |         |         |            |
| 01.02.1944 года | 1-й Украинский фронт | 3-я гвардейская танковая армия | 9-й механизированный корпус |         |         |            |
| 01.03.1944 года | 1-й Украинский фронт | 3-я гвардейская танковая армия | 9-й механизированный корпус |         |         |            |
| 01.04.1944 года | 1-й Украинский фронт | 3-я гвардейская танковая армия | 9-й механизированный корпус |         |         |            |
| 01.05.1944 года | 1-й Украинский фронт | 3-я гвардейская танковая армия | 9-й механизированный корпус |         |         |            |
| 01.06.1944 года | 1-й Украинский фронт | 3-я гвардейская танковая армия | 9-й механизированный корпус |         |         |            |
| 01.07.1944 года | 1-й Украинский фронт | 3-я гвардейская танковая армия | 9-й механизированный корпус |         |         |            |
| 01.08.1944 года | 1-й Украинский фронт | 3-я гвардейская танковая армия | 9-й механизированный корпус |         |         |            |
| 01.09.1944 года | 1-й Украинский фронт | 3-я гвардейская танковая армия | 9-й механизированный корпус |         |         |            |
| 01.10.1944 года | РВГК                 | 3-я гвардейская танковая армия | 9-й механизированный корпус |         |         |            |
| 01.11.1944 года | 1-й Украинский фронт | 3-я гвардейская танковая армия | 9-й механизированный корпус |         |         |            |
| 01.12.1944 года | 1-й Украинский фронт | 3-я гвардейская танковая армия | 9-й механизированный корпус |         |         |            |
| 01.01.1945 года | 1-й Украинский фронт | 3-я гвардейская танковая армия | 9-й механизированный корпус |         |         |            |
| 01.02.1945 года | 1-й Украинский фронт | 3-я гвардейская танковая армия | 9-й механизированный корпус |         |         |            |
| 01.03.1945 года | 1-й Украинский фронт | 3-я гвардейская танковая армия | 9-й механизированный корпус |         |         |            |
| 01.04.1945 года | 1-й Украинский фронт | 3-я гвардейская танковая армия | 9-й механизированный корпус |         |         |            |
| 01.05.1945 года | 1-й Украинский фронт | 3-я гвардейская танковая армия | 9-й механизированный корпус |         |         |            |

## Командиры

### Командиры бригады
- Карась Тихон Георгиевич, полковник, 02.09.1943 — 01.10.1943 года.[1]
- Луппов Владимир Васильевич, полковник,00.10.1943 — 05.01.1944 года, (05.01.1944 года погиб в бою)[2]
- Кочетов Александр Демьянович, полковник,00.01.1944 — 00.02.1945 года.[3]
- Журавлев Иван Матвеевич, полковник, 10.02.1945 — 00.06.1945 года.[4]

### Начальники штаба бригады
- Пушков Тимофей Иванович, майор, на январь 1944 года.[5]
- Штейнберг Давид Исакович, подполковник,00.01.1944 — 00.12.1944 года.[6]
- Каневец Александр Антонович, майор,00.01.1945 — 00.06.1945 года.[7]

### Заместитель командира бригады по строевой части
- Соммер Андрей Иосифович, подполковник,00.11.1943 — 00.01.1944 года.[8]
- Ваганов Иван Семёнович, полковник,00.09.1944 — 00.02.1945 года.[9]

## Отличившиеся воины
| Награда | Ф. И. О.                      | Должность                                                     | Звание            | Дата награждения | Примечания |
| ------- | ----------------------------- | ------------------------------------------------------------- | ----------------- | ---------------- | ---------- |
|         | Воронцов, Николай Алексеевич  | старший адъютант мотострелкового батальона                    | лейтенант         | 10.01.1944       |            |
|         | Горелов, Иван Павлович        | командир огневого взвода артиллерийского дивизиона            | младший лейтенант | 10.01.1944       |            |
|         | Жидков, Пётр Анфимович        | уполномоченный контрразведки при 3-м мотострелковом батальоне | старший лейтенант | 10.01.1944       | посмертно  |
|         | Князькин, Николай Григорьевич | механик-водитель танка Т-34 74-го танкового полка             | старший сержант   | 10.01.1944       | посмертно  |
|         | Луппов, Владимир Васильевич   | командир бригады                                              | полковник         | 10.01.1944       | посмертно  |
|         | Матвейцев, Иван Михайлович    | командир танковой роты 74-го танкового полка                  | лейтенант         | 10.01.1944       |            |
|         | Обуховский Анатолий Романович | командир орудия артиллерийского дивизиона                     | сержант           | 10.01.1944       |            |

## Награды и наименования
| Награда, наименование                 | Документ о награждении                | За что получена |
| ------------------------------------- | ------------------------------------- | --- |
| Орден Красного Знамени                | Указ Президиума ВС СССР от 10.08.1944 | За образцовое выполнение заданий командования в боях с немецкими захватчиками, за овладение городом Львов и проявленные при этом доблесть и мужество                                                                                           |
| Почётное наименование «Проскуровская» | Приказ ВГК № 078 от 03.04.1944        | |
| Орден Суворова II степени             | Указ Президиума ВС СССР от 05.04.1945 | За образцовое выполнение заданий командования в боях с немецкими захватчиками при очищении от противника Домбровского угольного района и южной части промышленного района немецкой Верхней Силезии и проявленные при этом доблесть и мужество. |
| Орден Кутузова II степени             | Указ Президиума ВС СССР от 05.04.1945 | За образцовое выполнение заданий командования в боях с немецкими захватчиками при овладении столицей Германии городом Берлин и проявленные при этом доблесть и мужество                                                                        |